# Anne Shirley

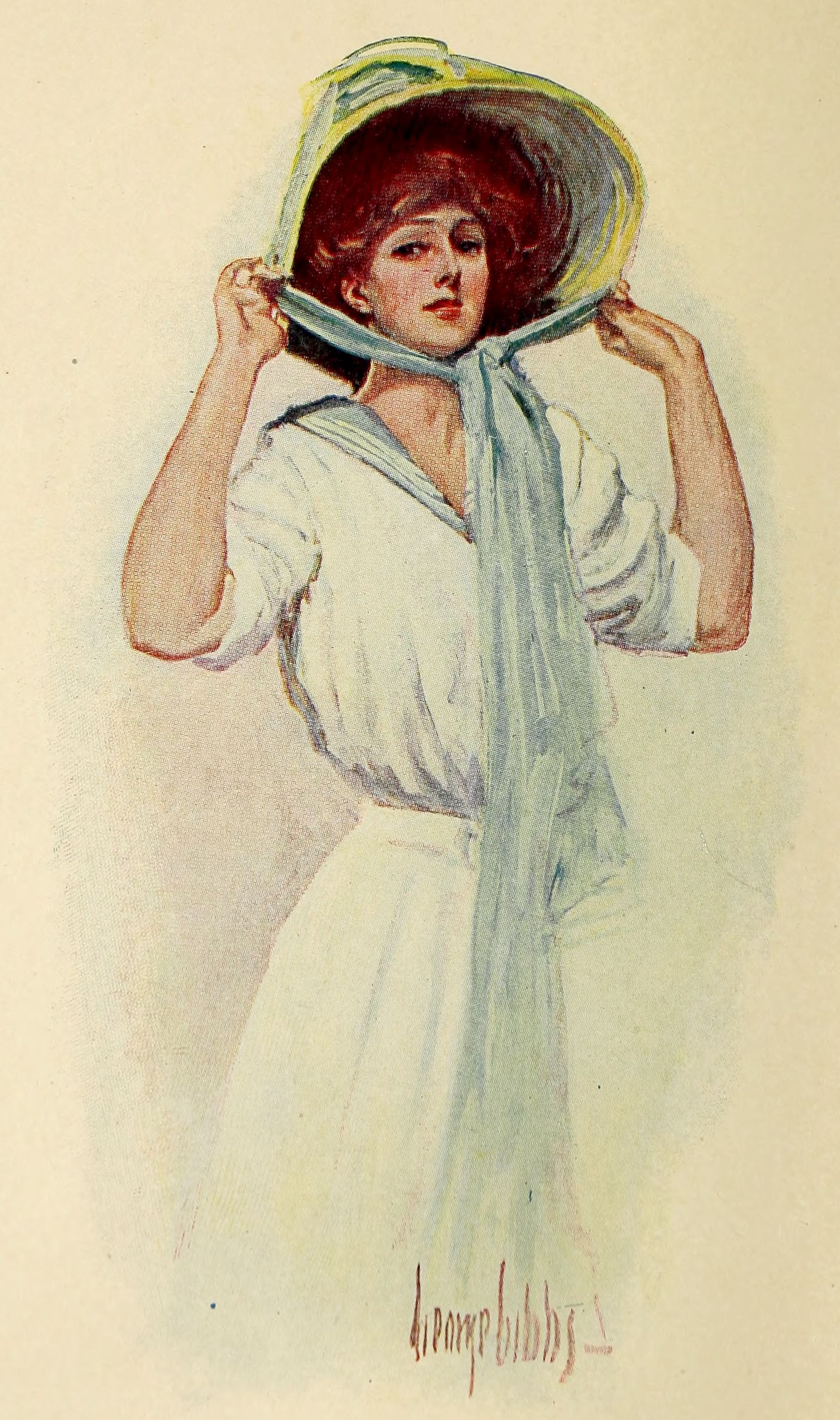
Ilustração de Anne do livro Anne of Avonlea

Anne Shirley é uma personagem fictícia introduzida no romance Anne de Green Gables escrito pela escritora canadense L. M. Montgomery em 1908. A série de livros narra a vida de Anne e da família adotiva dela na Ilha do Príncipe Eduardo, Canadá, durante os séculos XIX e XX.

## Biografia fictícia
Anne Shirley nasceu no povoado fictício de Bolingbroke, Nova Escócia, numa família de professores de escola. Aos 3 meses de idade seus pais morreram de febre tifoide, já que não tinha nenhuns parentes conhecidos, a doméstica dos Shirley, a Sra. Thomas, decidiu de cuida-se da infante. Depois da morte do marido da empregada, o Sr. Thomas, Anne viveria com a família Hammond por alguns anos: os Hammond tratavam Anne como pouco mais que uma empregada mas, quando também o Sr. Hammond morreu, a menina foi enviada a morar num orfanato em Hopetown pela viúva dele.
Aos 11 anos, Anne foi buscada do orfanato de Hopetown para ir à província vizinha da Ilha do Príncipe Eduardo, lugar que subsequentemente ela consideraria como seu verdadeiro lar. Infelizmente, as pessoas que queriam adotá-la, os irmãos solteiros Matthew e Marilla Cuthbert, queriam um menino para auxiliar na fazenda deles, sem saber o que fazer com uma garotinha. Porém, Matthew se interessou rapidamente por Anne, fascinado pela alegria de viver e a imaginação férvida dela, decidindo assim de ficar com a menina desde o início. A primeira reação de Marilla foi de devolvê-la ao orfanato, mas o charme de Anne e sua história pessoal conseguiram afinal conquistá-la e convencê-la a deixá-la ficar em Green Gables, a fazenda dos Cuthbert. O acadêmico americano Joseph Brennan nota que para Anne “todas as coisas estão vivas”, já que ela imagina árvores pela beira da estrada dando-lhe as boas-vindas em Green Gables. Anne tem uma férvida imaginação, alimentada por romances e poesias, assim como uma paixão para o romantismo e nomes e lugares bonitos.
Anne inicialmente fez uma má impressão aos habitantes de Avonlea – a aldeia onde viviam seus novos pais adotivos – mas, depois de se desculpar com a Sra. Lynde por seu próprio acesso, tornou-se melhor amiga de Diana Barry, uma garotinha duma fazenda vizinha. Junto com Matthew, Diana é um dos espíritos afins de Anne. Além disso Anne desenvolveu uma relação complexa com Gilbert Blythe, um moleque dois anos mais velho que Anne, mas que estava estudando no mesmo nível dela. Durante seu primeiro encontro como colegas de escola, Gilbert gozou de Anne chamando-a de cabelo de cenoura e Anne, percebendo isso como um insulto para ela, enfureceu-se assim tanto que quebrou sua lousa na cabeça dele.